# Lago Blanco (lago, Chubut)
El lago Blanco es un lago de origen glacial situado en el departamento Río Senguer, provincia del Chubut, Argentina. Situado en el borde de los Andes, en la zona occidental de la meseta patagónica, el lago es endorreico. Al sur del lago se encuentra la pequeña localidad de Lago Blanco.
El lago se encuentra en el suroeste, en dirección hacia el noreste, más o menos a 17 km del centro de un antiguo valle glaciar. Se encuentra a unos cien kilómetros al sur del lago Fontana, a 23 kilómetros al este de la frontera con Chile.

## Acceso
Se accede al lago a través de la ruta provincial 55, que cruza la Ruta 40 al sur de la ciudad de Río Mayo. El extremo occidental de la Ruta 55 se encuentra en la frontera con Chile en el Paso Huemules.

## Hidrografía
Excepto en la parte occidental andina, la cuenca del Lago Blanco no se beneficia de las precipitaciones y la evaporación es intensa. Durante los años húmedos, el agua fluye a través del desbordamiento de su emisario situado en su extremo nordeste, y se alimenta de una gran laguna salobre intermitente (la laguna Quilchamal).